# Viking Forsberg
Viking Valdemar Forsberg född 8 december 1910 i Risinge, död 1994, var en svensk målare och grafiker. 
Han var son till mekanikern Uno Valdemar Forsberg och Elvira Dorotea Karlsson och från 1937 gift med Ruth Ingegerd Kihlberg. 
Viking Forsberg utbildades vid Reklamkonstskolan 1932-1933 och Högre konstindustriella skolan i Stockholm 1938-1944. Därefter tjänstgjorde han som brandman i Norrköping, där han kunde utöva sin konstnärliga verksamhet jämsides med brandmannayrket tack vare att han fick disponera en ateljé på brandstationens vind. Då han pensionerades vid 55 års ålder blev han konstnär på heltid. Han medverkade i utställningar med Östgöta konstförening och ställde ut separat i bland annat Motala. Hans motivkretsar var stilleben, landskap, stadsmiljöer, figurer, porträtt och arbetsprocesser (från bland annat Reijmyre glasbruk). Han ägnade sig främst åt grafik, särskilt träsnitt, och måleri. 
Forsberg är representerad vid Östergötlands museum och Norrköpings konstmuseum samt i flera landsting. I Norrköpings brandstation har han utfört en väggmålning.